# Leandro Karnal
Leandro Karnal (São Leopoldo, 1 de fevereiro de 1963) é um historiador, professor e escritor brasileiro.
É considerado um dos principais pensadores contemporâneos do Brasil.

## Biografia

### Carreira

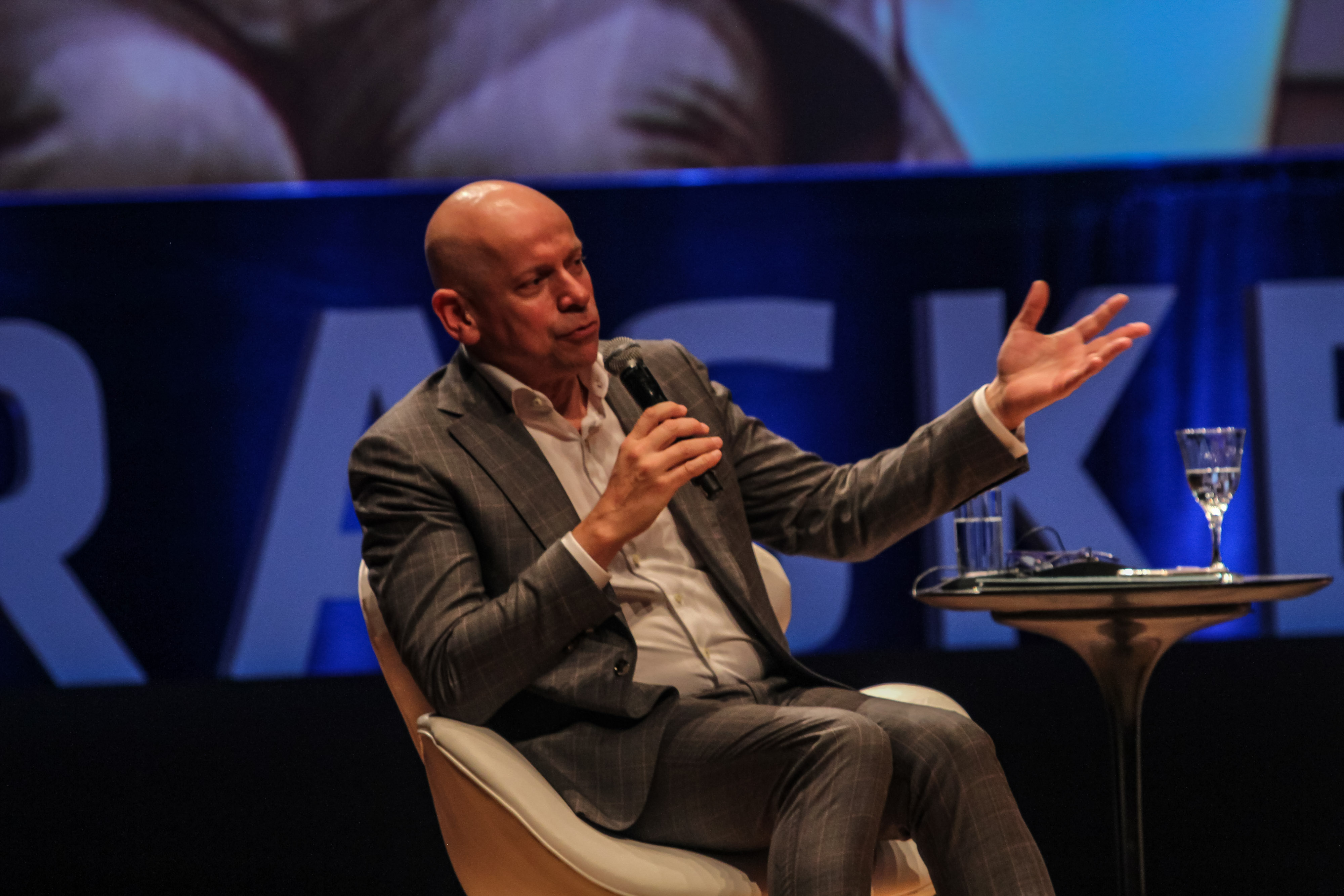
Leandro Karnal em 2018 durante um evento

Terceiro de quatro filhos, Leandro Karnal teve formação jesuítica e foi católico praticante durante a infância e parte da juventude antes de se tornar ateu. Aos 24 anos, mudou-se para São Paulo, onde fez doutorado na Universidade de São Paulo (USP) e iniciou sua carreira como professor.
Leandro Karnal foi professor da Universidade Estadual de Campinas (Unicamp) até abril de 2020, quando pediu exoneração do cargo. É especializado em história da América, escritor, palestrante e apresentador de TV. Foi também curador de diversas exposições, como A Escrita da Memória, em São Paulo, tendo colaborado ainda na elaboração curatorial de museus, como o Museu da Língua Portuguesa em São Paulo. Graduado em história pela Universidade do Vale do Rio dos Sinos (Unisinos) e doutor pela Universidade de São Paulo (USP), Karnal tem publicações sobre o ensino de história, história da América e história das religiões. É membro da Academia Paulista de Letras desde abril de 2021.
Em julho de 2020, passou a apresentar, junto com Mari Palma, Gabriela Prioli e Rita Wu, o recém-lançado talk show CNN Tonight no canal pago CNN Brasil. Em 6 de abril de 2023, Leandro Karnal anunciou sua saída da CNN Brasil, onde apresentava o programa Universo Karnal.

### Vida pessoal

Leandro Karnal em sua juventude, no final dos anos 1980

Leandro Karnal não tem filhos. Seu pai, que era advogado, professor e político, faleceu em 2010.
Karnal costuma ser discreto sobre sua vida pessoal. Em janeiro de 2023, numa rede social, declarou estar casado, havia quatro anos, com o cantor Vitor Fadul, que tinha 27 anos na época. Embora esteja numa relação homossexual, já disse ter se relacionado com mulheres no passado.

### Posições política e ideológica
Leandro Karnal assume-se politicamente como de centro. É famoso por ter visões progressistas e liberais.

### Falas contra os vegetarianos e veganos
Leandro Karnal, em diversas ocasiões ao longo dos anos, fez críticas aos vegetarianos ou veganos. Em uma dessas ocasiões, na palestra intitulada "Os Novos e Velhos Pecados" (2016), Karnal afirmou que "os vegetarianos são insuportáveis. Eles ficam querendo pregar que a vaca tem direito e a cenoura não." Em seguida, muitos veganos explicaram que uma vaca não é o mesmo que uma cenoura.

### Foto com Sergio Moro
Em 2017, Leandro Karnal publicou em suas redes sociais uma foto em que jantava com o então juiz federal Sergio Moro. Na foto, aparecia também um juiz de Maringá, Paraná. Conforme o jornal GZH, "o jantar com os magistrados gerou decepção entre seguidores de Karnal, já que o professor é visto como uma referência para militantes de esquerda."

## Livros

### Editora Companhia das Letras
- Preconceito: uma história. Conjuntamente a Luiz Estevam.[23]

### Editora Contexto
- História dos Estados Unidos ISBN 978-85-7244-361-6
- Estados Unidos: a formação da nação ISBN 978-85-7244-177-3
- Conversas com um jovem professor ISBN 978-85-7244-723-2
- História na sala de aula ISBN 978-85-7244-216-9
- As Religiões que o mundo esqueceu ISBN 978-85-7244-431-6
- O coração das coisas ISBN 978-8552001430
- O mundo como eu vejo ISBN 978-8552000600
- Diálogo de culturas ISBN 978-8552000167

### Editora Hucitec
- Teatro da Fé - representação religiosa no Brasil e no México do século XVI (1998) ISBN 85-271-0435-0

### Editora Nova Fronteira
- Pecar e Perdoar: Deus e Homem na história ISBN 978852093655-9

### Editora Unisinos
- A Detração - Breve ensaio sobre o maldizer ISBN 978-85-7431-744-1

### Editora Leya
- Todos contra todos: o ódio nosso de cada dia ISBN 978-85-4410-532-0
- O que aprendi com Hamlet: porque o mundo é um teatro ISBN 978-8544107850

### Editora Planeta
- O Dilema do Porco-Espinho ISBN 978-8542214369
- Crer ou não crer ISBN 978-8542211313
- Felicidade: Modos de usar, debates com Mario Sergio Cortella e Luiz Felipe Pondé, 2019, ISBN 9788542217001[24]

### Editora Papirus
- Felicidade ou morte ISBN 978-8561773892
- O inferno somos nós: do ódio à cultura de paz ISBN 978-8595550117

## Televisão
| Programa                          | Módulo e Curadoria                                                                                              | Tema                                                                            | Data        | Link |
| --------------------------------- | --- | ------------------------------------------------------------------------------- | ----------- | ---- |
| Café Filosófico                   | Uma Agenda para o Inverno (Luiz Felipe Pondé)                                                                   | Confrontos Religiosos e Fundamentalismos                                        | 27/fev/2009 | Link |
| Café Filosófico                   | Os Fantasmas da Perfeição (Luiz Felipe Pondé)                                                                   | A Utopia da Melhor Idade                                                        | 15/set/2009 | Link |
| Café Filosófico                   | Uma Agenda para o Medo (Luiz Felipe Pondé)                                                                      | Temor e Tremor                                                                  | 23/abr/2010 | Link |
| Café Filosófico                   | As Razões do Ódio (Luiz Felipe Pondé)                                                                           | O Ódio no Brasil                                                                | 23/set/2011 | Link |
| Café Filosófico                   | 7 Prazeres Capitais: Pecados e Virtudes Hoje (Leandro Karnal)                                                   | Os Velhos e os Novos Pecados                                                    | 21/set/2012 | Link |
| Café Filosófico                   | 7 Prazeres Capitais: Pecados e Virtudes Hoje (Leandro Karnal)                                                   | O Pecado Envergonhado: A Inveja e a Tristeza sobre a Felicidade Alheia          | 12/abr/2013 | Link |
| Café Filosófico                   | 7 Prazeres Capitais: Pecados e Virtudes Hoje (Leandro Karnal)                                                   | O Mal Primordial: O Orgulho Nosso de Cada Dia                                   | 8/set/2014  | Link |
| Café Filosófico                   | Os Clássicos da Literatura e o Cotidiano (José Alves de Freitas Neto)                                           | Hamlet e o Mundo como Palco                                                     | 24/mar/2015 | Link |
| Café Filosófico                   | Servidões Voluntárias e Involuntárias: a quem nos entregamos depois de conquistar a liberdade? (Leandro Karnal) | O Medo à Liberdade e a Alma Humana dos ditadores à autoajuda                    | 2/out2015   | Link |
| Provocações                       | — | Entrevista                                                                      | 22/abr/2014 | Link |
| Programa do Jô                    | — | Entrevista                                                                      | 14/out/2015 | Link |
| Jornal da Cultura                 | — | Comentarista                                                                    | —           | —    |
| Programa do Jô                    | — | Entrevista                                                                      | 01/abr/2016 | Link |
| Roda Viva                         | — | Entrevista                                                                      | 04/jul/2016 | Link |
| Conversa com Bial                 | — | Entrevista                                                                      | 23/jun/2017 | Link |
| Provocações                       | — | Entrevista                                                                      | 03/set/2019 | Link |
| Conversa com Bial                 | — | Entrevista (c. Luiz Felipe Pondé e Mario Sergio Cortella)                       | 13/dez/2019 | Link |
| Roda Viva                         | — | Entrevista (c. Luiz Felipe Pondé e Mario Sergio Cortella)                       | 16/dez/2019 | Link |
| O Mundo Pós-Pandemia (CNN Brasil) | — | Entrevista cujo tema é "Relações Pessoais Durante e Pós a Pandemia de COVID-19" | 18/abr/2020 | Link |
| O Mundo Pós-Pandemia (CNN Brasil) | — | Entrevista cujo tema é "Expectativa e Realidade na Crise do Novo Coronavírus"   | 30/abr/2020 | Link |
| CNN Tonight                       | — | Apresentador                                                                    | 13/jul/2020 |      |
| Universo Karnal                   | − | Apresentador                                                                    | 13/nov/2021 |      |

## Prêmios e indicações

### Prêmio IBest
| Ano  | Categoria                 | Indicado | Resultado |
| ---- | ------------------------- | -------- | --------- |
| 2021 | "Desenvolvimento Pessoal" | –        | Venceu    |
| 2022 | "Desenvolvimento Pessoal" | –        | TOP3      |
| 2023 | "Desenvolvimento Pessoal" |          | TOP3      |